# Cornelia de soluto legibus
Cornelia de soluto legibus ('Cornèlia de dispensa de les lleis') va ser una llei romana adoptada a proposta del tribú de la plebs Gai Corneli, quan eren cònsols Gai Calpurni Pisó i Marc Acili Glabrió l'any 67 aC (686 de la fundació de Roma).
Aquesta llei disposava que només el senat podia eximir una persona del compliment de la llei quan hi hagués presents almenys 200 senadors, i que una vegada aprovat això no seria lícit oposar-s'hi. El projecte inicial volia impedir al senat aquesta facultat en qualsevol cas, però els aldarulls dels patricis van limitar l'abast de la llei. De fet, es tractava de permetre la instauració de la dictadura a petició popular.